# João Fernandes Lavrador
João Fernandes Lavrador (auch: João Fernandes (Labrador); * 1453 in Terceira, † vor September 1502) war ein portugiesischer Seefahrer und Entdecker.

## Person
Über João Fernandes Lavrador ist nur wenig bekannt; so sind sowohl seine Geburts- als auch seine Sterbedaten unsicher. Er war ein Landwirt (portugiesisch lavrador) auf den Azoren, von wo auch sein späterer Reisepartner Pedro Maria de Barcelos stammte. Francisco Fernandes, der ebenfalls an Entdeckungsreisen beteiligt war, ist wahrscheinlich sein Bruder. In Hafenaufzeichnungen aus Bristol vom September 1486 werden die portugiesischen Händler „ffornandus and Gunsalu“ und im Januar 1493 ein „Johannes ffornandus“ erwähnt.

## Entdeckungsreisen
Historisch belegt sind vier Entdeckungsreisen.
Erste Reise
Im Jahre 1492 unternahm João Fernandes zusammen mit Pedro Maria de Barcelos eine Entdeckungsreise, die ihn von Bristol über Grönland, Neufundland nach Labrador führte. Ob die Seeleute wirklich bis zur heutigen Labrador-Halbinsel vorgedrungen sind, ist umstritten. Zolldokumente belegen, dass er im Januar 1493 über Bristol kommend nach Lissabon Waren einführte, die allerdings auch aus England gestammt haben könnten. 
Zweite Reise
Im Jahre 1498 startete er erneut in diese Gegend, diesmal mit Giovanni Caboto und dessen Sohn Sebastiano Caboto. Es ist nachgewiesen, dass Giovanni Caboto im Winter 1497/1498 in Lissabon weilte, wo die gemeinsame Reise geplant werden konnte.
Dritte Reise
Am 28. Oktober 1499 erhielt João Fernandes einen Patentbrief von König Manuel I., der eine Entdeckungsreise über den Atlantik zwecks Landerkundung erlaubte und einige Inseln „auf unserer Seite der Demarkationslinie entdecken“ sollte. Gemeint war die Aufteilung aus dem Vertrag von Tordesillas. Zusammen mit Pedro de Barcelos stach Lavrador in See und sichtete im Sommer 1500 Grönland in Höhe von Kap Farvel, das er „Land des Grundbesitzers oder Kleinbauern“ (portugiesisch tierra del lavrador) nannte. Albert Peter Low ging dagegen davon aus, dass das Wort „Labrador“ aus dem Wort für „Arbeiter“ stamme. Landkarten übernahmen zögerlich diese Bezeichnung zunächst für Grönland.

## Gaspar Corte-Real
Inzwischen versandte König Manuel I. am 12. Mai 1500 einen Patentbrief an Gaspar Corte-Real, der ebenfalls Land jenseits des Atlantik erkunden sollte. Corte-Real – der auch aus Terceira stammte – startete bereits am 15. Mai 1501 mit seiner Flotte von drei Karavellen und entdeckte Labrador und den Osten  Neufundlands, kehrte jedoch von der Erkundungsreise nicht zurück. 

## Weitere Reise
Enttäuscht über König Manuels Entscheidung zu Gunsten von Corte-Real, reiste João Fernandes Lavrador Ende 1500 nach England zu John Cabot. Am 19. März 1501 erhielten João Fernandes, sein wahrscheinlicher Bruder Francisco Fernandes, João Gonçalves und englische Kaufleute (Thomas Ashhurst und John Thomas) einen weiteren Patentbrief, diesmal vom englischen König Heinrich VII. Über diese vierte Reise ist nichts überliefert. Am 15. September 1502 erhielten Francisco Fernandes und andere eine königliche Pension, João Fernandes Lavrador dagegen nicht; es wird vermutet, dass er auf der Reise verstarb. Am 9. Dezember 1502 erteilte Heinrich VII. Francisco Fernandes, John Cabot und den Kaufleuten John Guidisalvus und Thomas Ashhurst einen weiteren Patenbrief für die Nordwest-Passage. Die erneute Nichterwähnung von João Fernandes ist ein weiteres Indiz für dessen vorherigen Tod.
Duarte Leite Pereira da Silva bestätigte, dass João Fernandes zwischen 1495 und 1498 Grönland entdeckt haben dürfte, nicht aber die Labrador-Halbinsel. Erst um 1570 wurde der Name „Labrador“ von Grönland (seitdem portugiesisch Gronelândia) durch Kartografen auf das nordwestliche Kanada übertragen.